# Silvia Bächli
Silvia Bächli, née le 16 mars 1956 à Wettingen, est une artiste dessinatrice suisse, professeure à l'Académie des Beaux-Arts de Karlsruhe,.

## Biographie
Silvia Bächli a une formation d'institutrice. Elle vit et travaille à Bâle et Paris. De 1976 à 1980, elle étudie à l'École de design de Bâle et à l’École supérieure d'arts plastiques à Genève. 
Dans les années 1970, elle crée avec l'artiste Eric Hattan et l'historien Beat Wismer l'espace alternatif Filiale à Bâle.
Depuis 1993, elle est professeure à l'Académie des Beaux-Arts de Karlsruhe. En 2009, l'Office fédéral de la culture la choisit pour représenter la Suisse à la Biennale de Venise.

## Œuvre
Son travail artistique se concentre sur des dessins réalisés à la gouache, à l'encre de chine, au fusain ou au pastel sur du papier blanc. Fascinée par les pays du nord, elle inspire de l'esthétique scandinave et de l'ambiance. Souvent composés uniquement de lignes, ses dessins donnent naissance à des grilles.

## Expositions

### Personnelles
- 2017 : Situer la différence avec Eric Hattan à Paris au Centre culturel suisse
- 2015 : Fonds d'art contemporain régional de Franche-Comté
- 2014 : Silvia Bächli : mûres. Staatliche Graphische Sammlung München, Pinakothek der Moderne
- 2013 : What About Sunday - Silvia Bächli et Eric Hattan. MK Galerie Milton Keynes
- 2012 : Éloignés - rapprochés. Kunstmuseum St. Gallen[7]
- 2011 : Neige en mai (en collaboration avec Eric Hattan), Kunsthalle Nürnberg[8]
- 2009 : Biennale de Venise, Pavillon suisse[9]
- 2007 :
  - Nuit et jour Galerie d'art graphique, Centre Georges Pompidou[10]
  - Studio, Musée d'art contemporain de Serralves, Porto
- 2006 :
  - Poèmes sans prénoms, Musée d'Art moderne et contemporain (MAMCO), Genève[11]
  - Nordiska Akvarellmuseet, Skärhamn, Suède
- 2005 : Lignes. Museum zu Allerheiligen, Schaffhausen
- 2002 :
  - FRAC Haute-Normandie, Sotteville-lès-Rouen
  - Domaine de Kerguéhennec, Bignan
  - Musée d'art moderne et contemporain de Strasbourg
- 2000 : Kassel Kunstverein Kassel
- 1999 : Städtische Galerie Wolfsburg
- 1997 : Kunstmuseum Bonn
- 1996 : Kunsthalle Bern

### Collectives
- 2016 : "Très traits Eugène Leroy, Christopher Wool, Andreas Gursky, Silvia Bächli, Isabelle Cornaro ..", Fondation Vincent Van Gogh Arles
- 2015 : "Dessin maintenant." Albertina (Vienne)
- 2015 : "Biens publics", Musée Rath[12],[13]
- 2013 : Sin motivo aparente. Centro de Arte Dos de Mayo (CA2M), Madrid Une histoire des lignes brève. Centre Pompidou Metz[13]
- 2012 : Mo (ve) ment. Magazine 4 Kunstverein Bregenz
- 2011 : Biens Communs I, acquisitions Récentes. Musée d'Art moderne et contemporain (MAMCO), Genève Horizon Suisse. Entgrenzungen et des passages que l'art. Kunstmuseum Liechtenstein, Vaduz MMK 1991-2011. 20 ans présence. Museum of Modern Art, Frankfurt am Main.
- 2010 :
  - Plus je dessine. Dessin comme une conception du monde. Musée d'Art Contemporain, Siegen
  - Ne regardez pas maintenant - La Collection. Art contemporain, Partie 1. Kunstmuseum Bern
  - VOICI non dessin suisse. Musée Rath, Genève
  - Fragmentations. Silvia Bächli, Eric Hattan, Karen Kilimnik. Passerelle, Centre d'art, Brest
- 2009 : elles@centrepompidou, musée national d'Art moderne, Centre Georges-Pompidou, Paris
- 2008 : Anatomie, les peaux du dessin. Collection Guerlain, Frac Picardie, Amien
- 2006 :
  - Le Mouvement des images. Centre Georges-Pompidou, Paris
  - L'immigration temporaire. Watari-um, Musée d'art contemporain de Tokyo
- 2004 :
  - Mondial World / Univers privé. Kunstmuseum St. Gallen[14]
  - Tableau contemporain. Musée d'art moderne et contemporain de Strasbourg[15]
- 2003 : Buenos dias Buenos Aires. Musée d'art moderne de Buenos Aires[16]

## Collections publiques
- Musée d'art et d'histoire de Genève[17]